# Polyphylla pottsorum
Polyphylla pottsorum är en skalbaggsart som beskrevs av Hardy 1978. Polyphylla pottsorum ingår i släktet Polyphylla och familjen Melolonthidae. Inga underarter finns listade i Catalogue of Life.